# Cruzado nuovo brasiliano
Il cruzado nuovo è stato per breve durata la valuta del Brasile, tra il 16 gennaio 1989 e il 15 marzo 1990. Era suddiviso in 100 centavo. Il suo codice ISO era BRN e il suo simbolo era NCz$.

## Storia
L'introduzione del cruzado nuovo fu conseguenza della riforma monetaria promossa dal Plano Verão, istituito dal ministro Maílson da Nóbrega nel 1989.
Il cruzado nuovo ha sostituito il cruzado a un tasso di 1 000 cruzado = 1 cruzado nuovo. Nel 1990 il cruzado nuovo è stato ridenominato cruzeiro.

## Monete
Monete in acciaio inox sono state emesse in tagli da 1, 5, 10 e 50 centavo e 1 cruzado nuovo.
Le monete in centavo furono utilizzate eccezionalmente anche con l'introduzione della valuta successiva.
| Emissioni regolari      | Emissioni regolari | Emissioni regolari | Emissioni regolari | Emissioni regolari | Emissioni regolari | Emissioni regolari   | Emissioni regolari                                          | Emissioni regolari              | Emissioni regolari                | Emissioni regolari | Emissioni regolari | Emissioni regolari                                                  |
| Immagine                | Immagine           | Valore             | Parametri tecnici  | Parametri tecnici  | Parametri tecnici  | Parametri tecnici    | Descrizione                                                 | Descrizione                     | Periodo di circolazione           | Data di emissione  | Tiratura           | Note                                                                |
| Diritto                 | Rovescio           | Valore             | Diametro           | Spessore           | Massa              | Composizione         | Diritto                                                     | Rovescio                        | Periodo di circolazione           | Data di emissione  | Tiratura           | Note                                                                |
| ----------------------- | ------------------ | ------------------ | ------------------ | ------------------ | ------------------ | -------------------- | ----------------------------------------------------------- | ------------------------------- | --------------------------------- | ------------------ | ------------------ | ------------------------------------------------------------------- |
|                         |                    | 1 centavo          | 16,5 mm            | 1,20 mm            | 2,01 g             | Acciaio inossidabile | Mandriano, data                                             | Valore, BRASIL, stelle          | 28 aprile 1989 - 31 luglio 1993   | 1989               | 208 100 000        |                                                                     |
| 1990                    | 1 000 000          | 1 centavo          | 16,5 mm            | 1,20 mm            | 2,01 g             | Acciaio inossidabile | Mandriano, data                                             | Valore, BRASIL, stelle          | 28 aprile 1989 - 31 luglio 1993   |                    |                    |                                                                     |
|                         |                    | 5 centavo          | 17,5 mm            | 1,20 mm            | 2,26 g             | Acciaio inossidabile | Pescatore, data                                             | Valore, BRASIL, stelle          | 28 aprile 1989 - 31 luglio 1993   | 1989               | 270 400 000        |                                                                     |
| 1990                    | 934 000            | 5 centavo          | 17,5 mm            | 1,20 mm            | 2,26 g             | Acciaio inossidabile | Pescatore, data                                             | Valore, BRASIL, stelle          | 28 aprile 1989 - 31 luglio 1993   |                    |                    |                                                                     |
|                         |                    | 10 centavo         | 18,5 mm            | 1,20 mm            | 2,54 g             | Acciaio inossidabile | Cercatore d'oro, data                                       | Valore, BRASIL, stelle          | 28 aprile 1989 - 31 luglio 1993   | 1989               | 362 900 000        |                                                                     |
| 1990                    | 136 000 000        | 10 centavo         | 18,5 mm            | 1,20 mm            | 2,54 g             | Acciaio inossidabile | Cercatore d'oro, data                                       | Valore, BRASIL, stelle          | 28 aprile 1989 - 31 luglio 1993   |                    |                    |                                                                     |
|                         |                    | 50 centavo         | 19,5 mm            | 1,20 mm            | 2,83 g             | Acciaio inossidabile | Merlettaia, data                                            | Valore, BRASIL, stelle          | 28 aprile 1989 - 31 luglio 1993   | 1989               | 453 800 000        |                                                                     |
| 1990                    | 216 644 000        | 50 centavo         | 19,5 mm            | 1,20 mm            | 2,83 g             | Acciaio inossidabile | Merlettaia, data                                            | Valore, BRASIL, stelle          | 28 aprile 1989 - 31 luglio 1993   |                    |                    |                                                                     |
| Emissioni commemorative |                    |                    |                    |                    |                    |                      |                                                             |                                 |                                   |                    |                    |                                                                     |
| Immagine                | Immagine           | Valore             | Parametri tecnici  | Parametri tecnici  | Parametri tecnici  | Parametri tecnici    | Descrizione                                                 | Descrizione                     | Periodo di circolazione           | Data di emissione  | Tiratura           | Note                                                                |
| Diritto                 | Rovescio           | Valore             | Diametro           | Spessore           | Massa              | Composizione         | Diritto                                                     | Rovescio                        | Periodo di circolazione           | Data di emissione  | Tiratura           | Note                                                                |
|                         |                    | 1 NCz$             | 31,0 mm            | 1,70 mm            | 9,95 g             | Acciaio inossidabile | Effigie della Repubblica, 1889 CENTENÁRIO DA REPÚBLICA 1989 | Valore, bandiera, Croce del Sud | 8 novembre 1989 - 31 luglio 1993  | 1989               | 10 000 000         | 100 anni della proclamazione della Repubblica (circolazione comune) |
|                         |                    | 200 NCz$           | 31,0 mm            | 1,70 mm            | 13,47 g            | Argento              | Effigie della Repubblica, 1889 CENTENÁRIO DA REPÚBLICA 1989 | Valore, bandiera, Croce del Sud | 15 dicembre 1989 - 31 luglio 1993 | 1989               | 30 000             | 100 anni della proclamazione della Repubblica (proof)               |

## Banconote
Le prime banconote furono sovrastampe sulle banconote da 1 000, 5 000 e 10 000 cruzado, sulle quali venne apposto un timbro con il valore rispettivamente di 1, 5 e 10 cruzado nuovi.
Nel 1989 furono emesse banconote regolari per la nuova valuta in tagli da 50, 100 e 200 cruzado nuovi, cui seguì nel 1990 la banconota da 500 cruzado nuovi. Tali banconote avevano dimensioni di 140 × 65 mm, che da allora in poi sarebbe stata la dimensione predefinita delle banconote brasiliane.
Nel 1992 vennero ritirate dalla circolazione le banconote da 50 e 100 cruzado nuovi. I tagli da 200 e 500 cruzado nuovi furono ritirati nel 1994.
Le banconote di questa valuta sono state poi riutilizzate all'adozione di quella seguente, emessa in base al Plano Collor e con la quale si ritornava alla denominazione cruzeiro.
| Serie provvisoria | Serie provvisoria | Serie provvisoria | Serie provvisoria | Serie provvisoria          | Serie provvisoria                               | Serie provvisoria                 | Serie provvisoria                                                           |
| Immagine          | Immagine          | Valore            | Dimensioni        | Descrizione                | Descrizione                                     | Periodo di circolazione           | Note                                                                        |
| Fronte            | Retro             | Valore            | Dimensioni        | Fronte                     | Retro                                           | Periodo di circolazione           | Note                                                                        |
| ----------------- | ----------------- | ----------------- | ----------------- | -------------------------- | ----------------------------------------------- | --------------------------------- | --------------------------------------------------------------------------- |
|                   |                   | 1 NCz$            | 154 × 74 mm       | Machado de Assis           | Vista di Via 1º marzo a Rio de Janeiro nel 1905 | 16 gennaio 1989 - 31 ottobre 1990 | Con sovrastampa                                                             |
|                   |                   | 5 NCz$            |                   |                            |                                                 |                                   | Con sovrastampa                                                             |
|                   |                   | 10 NCz$           |                   |                            |                                                 |                                   | Con sovrastampa                                                             |
| Serie regolare    |                   |                   |                   |                            |                                                 |                                   |                                                                             |
| Immagine          | Immagine          | Valore            | Dimensioni        | Descrizione                | Descrizione                                     | Periodo di circolazione           | Note                                                                        |
| Fronte            | Retro             | Valore            | Dimensioni        | Fronte                     | Retro                                           | Periodo di circolazione           | Note                                                                        |
|                   |                   | 50 NCz$           | 140 × 65 mm       | Carlos Drummond de Andrade | Il poeta alla sua scrivania                     | 1989 - 1992                       |                                                                             |
|                   |                   | 100 NCz$          | 140 × 65 mm       | Cecília Meireles           | Bambini che leggono                             | 1989 - 1992                       |                                                                             |
|                   |                   | 200 NCz$          | 140 × 65 mm       | Effigie della Repubblica   | "Pátria" (dipinto ad olio di Pedro Bruno)       | 1989 - 1994                       | Banconota commemorativa per i 100 anni della proclamazione della Repubblica |
|                   |                   | 500 NCz$          | 140 × 65 mm       | Augusto Ruschi             | Colibrì coda di rondine, orchidee               | 1990 - 1994                       |                                                                             |